# Le Cycliste (film)
Pour les articles homonymes, voir Le Cycliste.

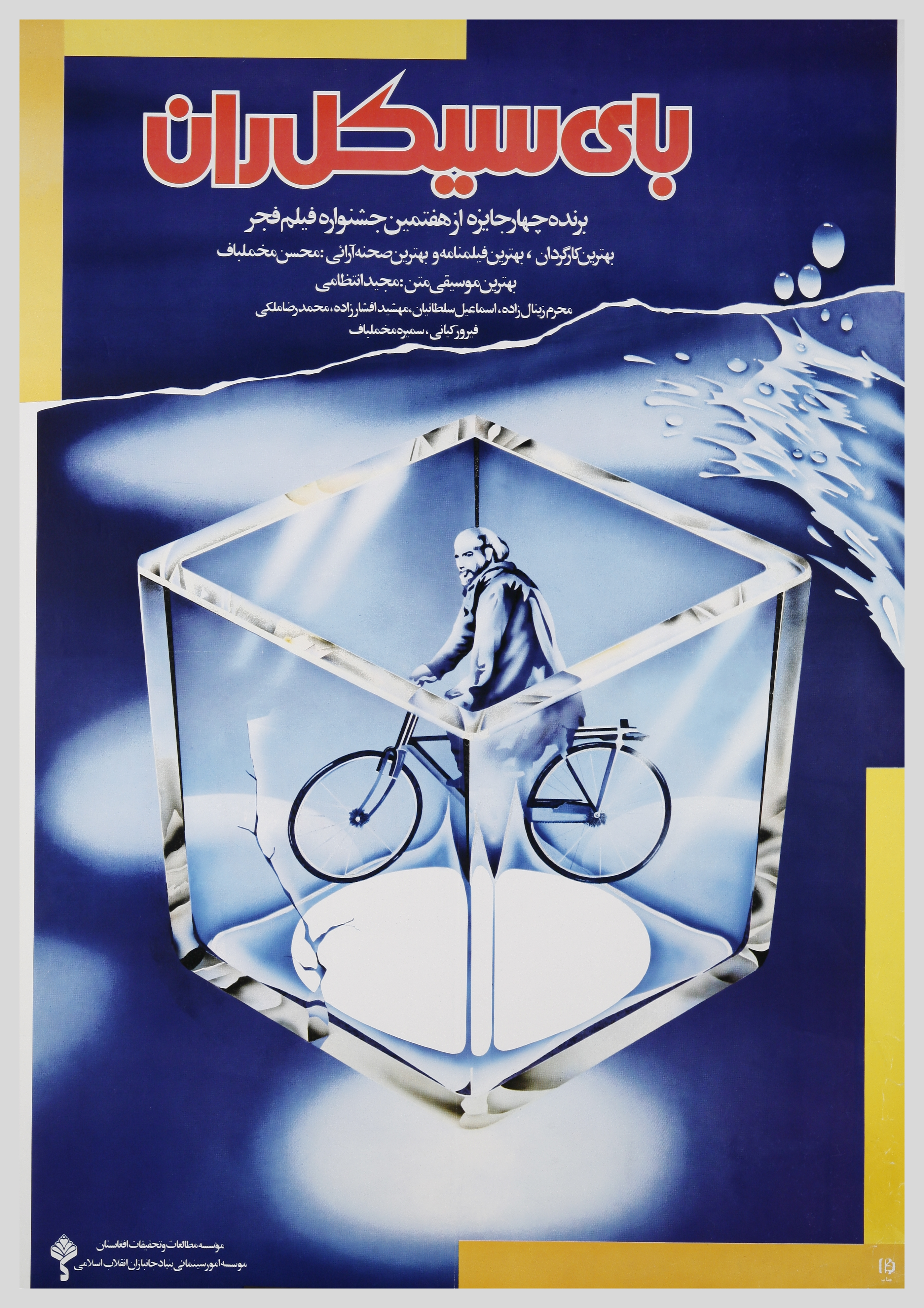
Affiche originale du film.

Le Cycliste (بای سيکل ران, Bicycleran) est un film iranien réalisé par Mohsen Makhmalbaf en 1987.

## Synopsis
Noghre, épouse de Nasim, un pauvre réfugié afghan en Iran, souffre d’une maladie grave dont le traitement coûte cher. Nasim la fait hospitaliser malgré elle pour aller trouver de l’argent.
Ayant reconnu Nasim comme un ancien champion de cyclisme, un vendeur de trottoir lui propose un marché : pédaler aussi longtemps que possible en échange de la grande somme d’argent qu’il lui faut. Nasim se rend alors sur la piste.
Misant sur son jeu, des parieurs professionnels s’engagent à payer le coût de sa manœuvre courageuse. Du coup, la scène de théâtre attire la foule curieuse de partout.
Au bout d’une semaine, à la fin du pari, le vendeur de trottoir quitte les lieux accompagné d’une bohémienne laissant ainsi Nasim, entouré des journalistes, continuer à pédaler sur son vélo.

## Fiche technique
- Titre : Le Cycliste
- Titre original : بای سیکل ران (Bicyleran)
- Réalisation et scénario : Mohsen Makhmalbaf
- Pays :  Iran
- Genre :drame
- Durée : 82 minutes (1 h 22)
- Année de production : 1987

## Distribution
- Moharam Zeynalzadeh : Nasim
- Mahshid Afsharzadeh : Noghre
- Samira Makhmalbaf
- Firouz Kiani
- Esmail Soltanian